# Glomeris tetrasticha
Glomeris tetrasticha är en mångfotingart som beskrevs av Brandt 1833. Glomeris tetrasticha ingår i släktet Glomeris och familjen klotdubbelfotingar. Inga underarter finns listade i Catalogue of Life.